# إسماعيل بن إبراهيم الغمر
إسماعيل الديباج الأكبر بن إبراهيم الشبه الغمر بن الحسن المثنى بن الحسن بن علي بن أبي طالب الحسني العلوي الفاطمي الهاشمي القرشي. يكنى بأبي إبراهيم، ويقال له الديباج الأكبر وأيضا الشريف الخلاص، وأمه السيدة ربيحة بنت محمد بن عبد الله المخزومية القرشية التي يصل نسبها إلى عبد الله بن أبي أمية وهو: زاد الركب والد أم سلمة زوجة النبي محمد . توفي في وقعة فخ في 8 من ذي الحجة عام 169 هجرية.

## نسبه
هو إسماعيل بن إبراهيم بن الحسن بن الحسن بن علي بن أبي طالب بن عبد المطلب بن هاشم بن عبد مناف بن قصي بن كلاب بن مرة بن كعب بن لؤي بن غالب بن فهر بن مالك بن قريش بن كنانة بن خزيمة بن مدركة بن إلياس بن مضر بن نزار بن معد بن عدنان.

## علمه للحديث
روى عنه: ابنه إبراهيم طباطبا. وروى عن: أبيه إبراهيم الغمر ابن الحسن المثنّى.

## محنته
قبض عليه المنصور العباسي مع أبيه إبراهيم الغمر، وحبسه مع أخوتيه : محمد وإسحاق، وابنه إبراهيم طباطبا، وأعمامه : عبد الله المحض، والحسن المثلث، وجعفر، وكانوا قد تواروا في سويقة المدينة، ومن أبنائهم : سليمان وعبد الله بني داود بن الحسن المثنى، والعباس وعلي العابد ابني الحسن المثلث، وموسى الجون بن عبد الله المحض، والحسن بن جعفر بن الحسن المثنى ،وكانوا ثلاثة عشر رجلًا.
وقد كان من أكثر الذين عذبوا في السجن، وبالرغم من ذلك إلا أنه كان أكثر بني الحسن صبرا على الابتلاء.
وروي عن عبد الله بن موسى قال: سألت عبد الرحمن بن أبي الموالي وكان مع بني الحسن بن الحسن في المطبق: كيف كان صبرهم على ماهم فيه؟ قال: كانوا صبراء، وكان فيهم رجل مثل سبيكة الذهب، كلما أوقدت عليها النار إزدادت خلاص، وهو إسماعيل بن إبراهيم، كان كلما اشتد عليه البلاء ازداد صبرا.
ولم يفرج عنهم إلا عندما قتل جيوش أبي جعفر المنصور محمد وإبراهيم أبناء عبد الله المحض بن الحسن المثنى، أطلق صراح البقية، وكان هو وأخاه إسحاق من البقية، وأما أخاهما محمد فقط دفن حيا ومات.

## أعقابه
أعقب إسماعيل الديباج:
1. إبراهيم طباطبا ، اشتهر بـلقب « طباطبا »، لأنّه كان يلفظ « القاف » طاءً، للثغة في لسانه، ولذلك كان يلفظ « قَبا » « طَبا » وعرف إثر تكرار هذه الكلمة بـ « إبراهيم طباطبا »
2. الحسن[1]

## وفاته
شارك هو وأخواه علي وإسحاق، وابنيه إبراهيم طباطبا والحسن التج، وابن أخيه عبد الله بن إسحاق في واقعة فخ عام 169 هجرية في يوم 1 من شهر رجب مع الإمام الحسين الفخي بن علي بن الحسن المثلث بن الحسن المثنى بن الحسن بن علي بن أبي طالب وقد بايعوه. ثاروا على حكومة الخليفة موسى الهادي بعد المعاناة الطويلة التي عاشوها منذ السنيين الماضية حتى نفس السنة من سلب الحقوق وظلم، والسجن والجلد والعذاب، والشدة في الظلم والقسوة على آل علي بن أبي طالب وخاصة على بني الحسن بن الحسن بن علي بن أبي طالب. وقد توفي إسماعيل بن إبراهيم الغمر وأخيه إسحاق، وابنه إبراهيم طباطبا، وابن أخيه عبد الله بن إسحاق جميعا في وقعة فخ ، وأما أخيه علي بن إبراهيم الغمر وابنه الآخر الحسن التج فقد نجوا.